# Liste der Fraktionen im Bezirk Bludenz
Die Liste der Fraktionen im Bezirk Bludenz enthält die Gemeinden und ihre zugehörigen Fraktionen (Ortschaften) im Vorarlberger Bezirk Bludenz (in Klammern stehen die Einwohnerzahlen zum Stand 1. Jänner 2024).
- Bartholomäberg (2387)
- Blons (363)

- Bludenz (14.129)
  - Ausserbraz (1010)

- Bludesch (2655)

- Brand (773)

- Bürs (3431)

- Bürserberg (585)

- Dalaas (1001)
  - Wald am Arlberg (625)

- Fontanella (239)
  - Faschina (29)
  - Garlitt (8)
  - Mittelberg (122)
  - Säge (8)
  - Seewald (7)
  - Türtsch (55)

- Gaschurn (1190)
  - Partenen (408)

- Innerbraz (1057)

- Klösterle (587)
  - Stuben (103)

- Lech (1589)

- Lorüns (301)

- Ludesch (3656)
  - Ludescherberg (71)

- Nenzing (4510)
  - Beschling (546)
  - Gurtis (306)
  - Latz (156)
  - Mittelberg (923)
  - Nenzinger Himmel (0)

- Nüziders (4999)

- Raggal (710)
  - Litze (27)
  - Marul (154)
  - Plazera (17)

- St. Anton im Montafon (717)

- St. Gallenkirch (1438)
  - Gargellen (119)
  - Gortipohl (665)

- St. Gerold (380)

- Schruns (4027)

- Silbertal (854)

- Sonntag
  - Bickelwald
  - Boden
  - Bregenzer
  - Buchboden
  - Buchholz
  - Bühl
  - Faschinastraße
  - Flecken
  - Garsella
  - Halde
  - Käscher
  - Litze
  - Mühle
  - Nesler
  - Reutele
  - Risana
  - Rothenbrunnen
  - Rufana
  - Sand
  - Schmiede
  - Seeberg
  - Senzaboda
  - Stein
  - Steinbild
  - Studa
  - Türtsch

- Stallehr (290)

- Thüringen (2341)

- Thüringerberg (738)

- Tschagguns (2197)

- Vandans (2815)